# Kronprinsen och tyrannens återkomst
Kronprinsen och tyrannens återkomst är en svensk familjefilm från 2025 som bygger på julkalendern Kronprinsen som försvann. Serien regisseras och skrevs av Tord Danielsson och produceras av Denise Carlford och Linus Torell för Unlimited Stories.
Filmen hade biopremiär i Sverige den 7 februari 2025, utgiven av Nordisk Film.

## Rollista[1][3]
| Xavier Canca-Englund  | – kronprinsen          |
| Kerstin Linden        | – Hilda                |
| Maria Lundqvist       | – Hildas farmor Nanni  |
| Suzanne Reuter        | – kronprinsens farmor  |
| Dilan Gwyn            | – drottning Lovisa     |
| Joel Spira            | – Torsten              |
| Arvin Kananian        | – narren Amir          |
| Christoffer Nordenrot | – vakten Frisk         |
| Magnus Sundberg       | – vakten Rask          |
| Ia Langhammer         | – Slaktar-Berit        |
| Oscar Skagerberg      | – Kapten Svartenskiöld |
| Sten Ljunggren        | – Läromästaren         |
| Claes Hartelius       | – Georg Rudeheim       |
| David Wiberg          | – Hovmarskalk          |
| Örjan Landström       | – Köksmästaren         |
| Lennart Jähkel        | – Berättaren           |

## Produktion
Filmen produceras av Unlimited Stories i samproduktion med Nordisk Film, Sveriges Television, Film i Väst och Filmpool Nord och distribueras av Nordisk Film. Flera av skådespelarna från julkalendern återkommer i filmen och Suzanne Reuter tillkommer som kronprinsens farmor.
Filmen spelades in under vintern och våren 2024 i Västra Götalands län och Ungern.